# Národní garda (1871)

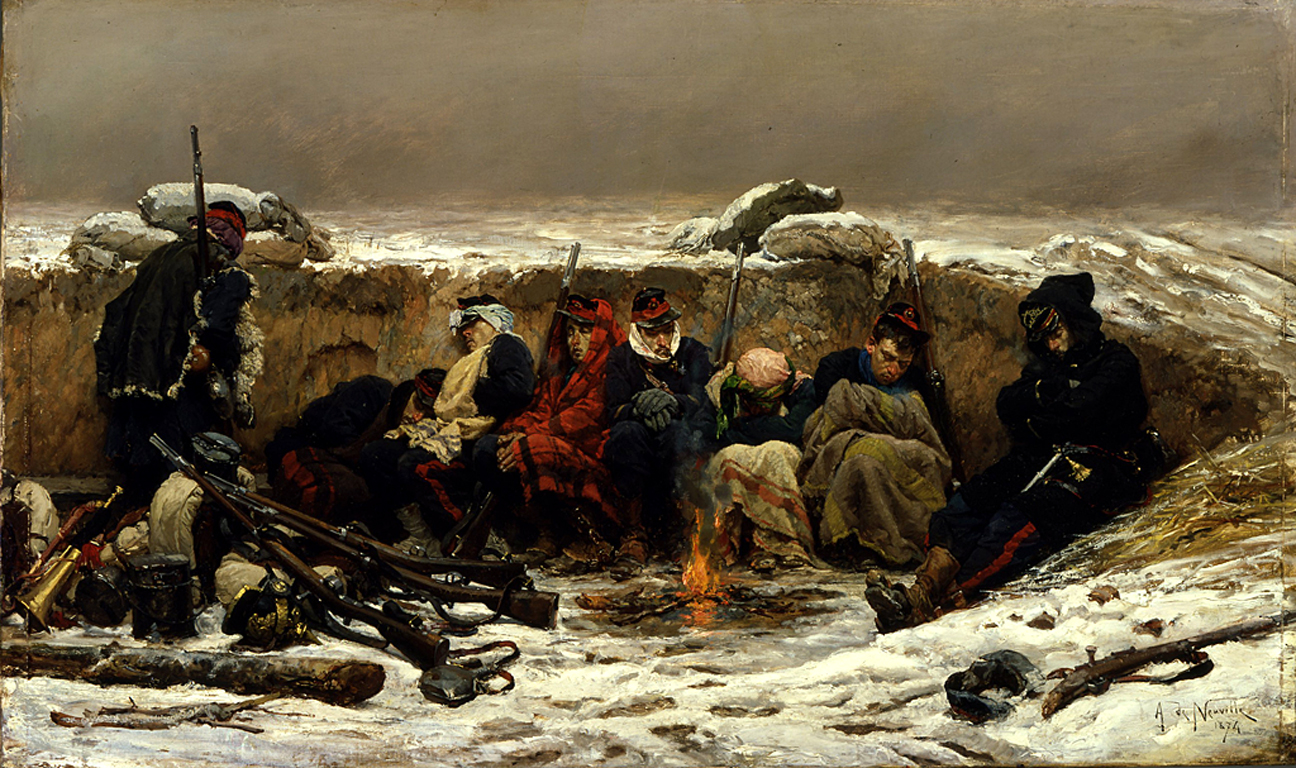
Příslušníci Národní gardy během prusko-francouzské války (olej, Alphonse de Neuville 1874)

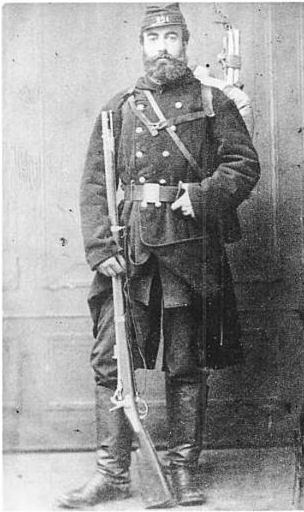
Příslušník Národní gardy s puškou Tabatière

Národní garda (fr. le Garde nationale) byly ozbrojené složky aktivně fungující v Paříži od podzimu 1870 do konce května 1871. Garda byla vytvořena po pádu císařství v září 1870 Vládou národní obrany a jejím úkolem bylo bránit Paříž v případě, že by do ní vpadli Prusové, kteří tehdy město v rámci Francouzsko-pruské války obléhali.
Do gardy se hlásilo obrovské množství lidí a jelikož lidé byli nespokojeni s antisociálními reformami pravicově-monarchistické vlády, začala NG fungovat spíše jako nepřítel Vlády než jako její nástroj, jímž původně měla být. Gardisté například chránili protivládní demonstranty. Vedení NG bylo v aktivním kontaktu se zástupci levicových stran – anarchistů, blanquistů, jakobínů a marxistů. 18. března se Vláda rozhodla NG rozpustit. Gardisté se však zmocnili vládních děl, obsadili budovy ve městě a vyhlásili Pařížskou komunu. Garda fungovala jako hlavní ozbrojená složka Komuny a nahradila policii. Její hlavní osobností byl Raoul Rigault. Národní garda byla zrušena po porážce Komuny 29. května 1871 a všichni její členové byli popraveni.